# Komorn

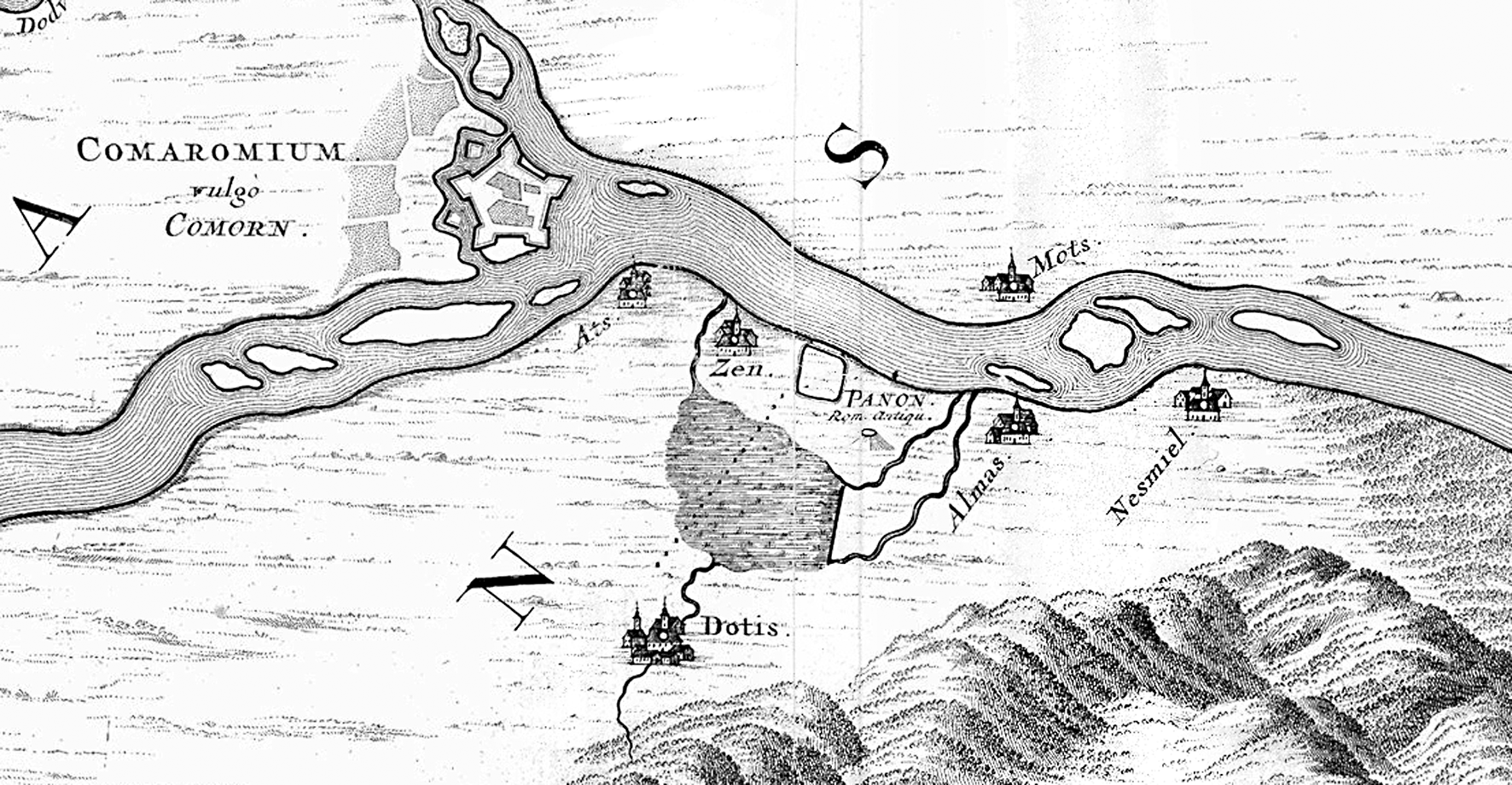
Komorn in dem 1726 veröffentlichten Kartenwerk des Luigi Ferdinando Marsigli. Neben der frühneuzeitlichen Festung links ist mittig das römische Legionslager zu sehen.

Komorn ist der deutsche Name der beiden Städte Komárom in Ungarn und Komárno in der Slowakei, die auf den beiden gegenüberliegenden Ufern der Donau liegen und 1920 aus der Teilung einer Stadt entstanden sind. Die beiden Städte sind durch eine Eisenbahn- und zwei Straßenbrücken miteinander verbunden.
Das historische Zentrum sowie die Festung liegen an der Stelle, wo die Waag in die Donau mündet, also im slowakischen Teil. Die Festung entstand im 16. Jahrhundert durch den Umbau der mittelalterlichen Burg (erster Quellenbeleg 1218). Sie fungierte dabei als Schwesterbau zur Festung Raab. Die verantwortlichen Ingenieure waren Pietro Ferrabosco und Daniel Specklin. Eine „Neue Festung“ wurde im 17. Jahrhundert neben der alten errichtet. Beide sind bis heute erhalten geblieben.
Komorn war nicht nur eine bedeutende Festung, sondern auch ein Zentrum der habsburgischen Donauflottille. Im Rahmen der Türkenkriege waren Stadt und Festung wiederholt Ziel von Angriffen osmanischer Armeen, so zum Beispiel 1594, als eine vom Großwesir kommandierte türkische Armee während des Langen Türkenkrieges vergeblich versuchte, Komorn einzunehmen. Tatsächlich sollte Komorn nie von den Osmanen erobert werden (nec arte nec marte).

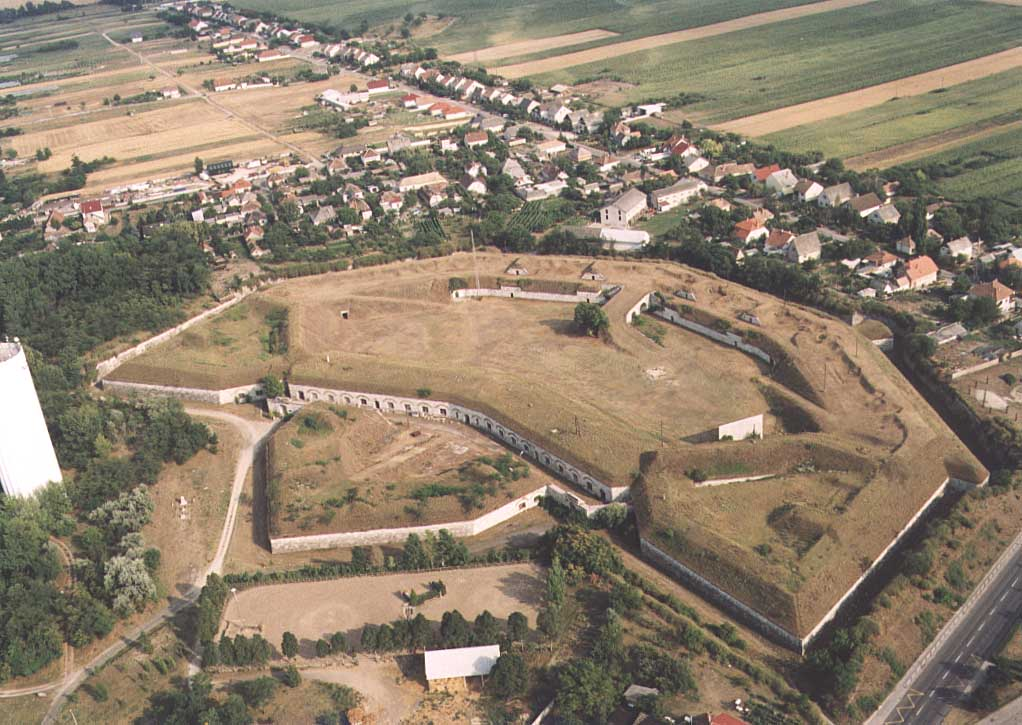
Das Fort Ingmánd von Komorn

Während des ungarischen Unabhängigkeitskrieges war Komorn im Sommer 1849 Schauplatz mehrerer Schlachten zwischen den Hauptarmeen der Österreicher unter Feldzeugmeister Julius von Haynau und der ungarischen Insurgentenarmee des Generals Artur Görgey. In der belagerten Festung lag bis zur ungarischen Kapitulation eine starke Garnison unter General Georg Klapka, die sich erst am 4. Oktober 1849 ergab. Der spätere Baumeister Franz Glaser sen. war um 1850 in Komorn als Fortifikationsmaurerpolier der österreich-ungarischen Genietruppe stationiert.
Die Teilung Komorns erfolgte 1919/20 durch die Grenzziehung zwischen Ungarn und dem neu entstandenen tschechoslowakischen Staat. Der nördliche Teil von Komorn wurde 1919 von tschechoslowakischen Legionären besetzt. Im Friedensvertrag von Trianon wurde am 4. Juni 1920 diese Teilung auch völkerrechtlich anerkannt, der bedeutendere Norden (wo sich auch das historische Stadtzentrum und die Festung Komorn befindet) wurde an die neu gegründete Tschecho-Slowakei angegliedert. Der kleinere, unbedeutendere Teil von Komorn (ung. Komárom) mit der 1977 angegliederten Vorstadt Szőny, südlich der Donau, verblieb bei Ungarn.
In römischer Zeit befand sich auf dem Gebiet des heutigen Komárom das Legionslager Brigetio mit einer bedeutenden Zivilstadt.

## Söhne und Töchter der Stadt
- Franz Glaser jun. (1852–1934), Architekt und Baumeister
- Heinrich Glaser (1855–1928), Architekt und Baumeister
- Franz Heckenast (1889–1939), österreichischer Offizier und Gegner des Nationalsozialismus
- Mór Jókai (1825–1904), ungarischer Schriftsteller und Journalist
- Alexander Krakauer (1866–1894), österreichischer Komponist
- Franz Lehár (1870–1948), österreichischer Komponist ungarischer Herkunft
- Béla Zsolt (1895–1949), ungarischer Schriftsteller und Journalist
- Hans Selye (1907–1982), österreichischer Stresstheorie-Begründer ungarischer Herkunft
- Theodor Körner (1873–1957), österreichischer Bundespräsident
- Richard Körner (1874–1915), Oberstleutnant des Artilleriestabes.